# 古田土会計グループ
税理士法人 古田土会計グループ（こだとかいけいぐるーぷ）は、東京都江戸川区西葛西に本拠を置く税理士法人、会計事務所。税理士法人古田土会計を中心に株式会社古田土経営、その他数社からなる。業界で初めて経営計画発表会を開催した会計事務所であり、経営計画書と「古田圡式月次決算書」で知られている。

## 概要
「日本中の中小企業を元気にすること」をビジョンに掲げ、独自開発の“商品”である「月次決算書」と「経営計画書」を導入。経営指導と会計指導を両展開。一般な会計事務所は、試算表の作成と決算申告業務を行うのみだが、同社は、「増収増益」「資金調達」「人材育成」と多面的なノウハウやサービスを提供する。法人・個人を合わせ約4,000社の顧客を持ち、うち約1200社が「月次決算書」を導入。300社が経営計画書を作成している。近年は従来の会計顧問だけにとどまらず、財務顧問市場を開拓にも注力する。中小企業と社員の幸せを追求する理念経営を実践してきたことなどが評価され、2024年春の叙勲において、創業者の古田圡満が旭日単光章を受賞。社会貢献に対する叙勲は、士業では初であった。
会計事務所として新規顧客獲得数日本一、自己資本比率90％（総資産25億円、純資産22億円）、創業以来赤字なしで36期(2019年現在)増収を続ける。不動産は持たず現預金を持ち、パートタイマーを含め社員全員にB/SやP/Lを配布、総勘定元帳は社員の休憩室に常備、代表者自身の給料まで財務内容をすべてオープンにしているほか、「古田土式月次決算書」や「経営計画書」を顧客に無償で指導し作らせるなど独自の経営方法で知られる。経営方針書を指導できる会計事務所は日本ではほとんどないが、同法人では顧客のうち300社（2014年現在）ほどが経営計画書を作成し、経営者が経営を真剣に取り組むようになった。このため、会計以外に人事問題も浮上するようになり、社会保険労務士業務の必要性が生じたが、同社専務が社会保険労務士資格を持っていたことから社会保険労務士法人も設立。2021年には四国屈指の生駒会計グループ（香川県高松市）と経営統合し、400人規模に拡大した。
代表の古田土満は、財務三表（財務諸表:貸借対照表・損益計算書・キャッシュフロー計算書）のうち、1年間の損益を示す損益計算書（P/L）は読めても、「会社に残っている財産」を示す貸借対照表（B/S）が読めない経営者が非常に多いと感じ、長期借入金の返済原資はB/Sの当期純利益と減価償却累計額と捉え、万が一に備え利益を現預金として手元に残しておくのが賢明な経営と考えている。経営に最も必要なのは「経営理念」であり、会社の存在意義、「社会にどう貢献していくか」の表明であり、この理念を全社員で共有し社会に役立っていることを実感することで社員のモチベーションが上がると考えている。その経営理念を全社的に共有するための道具が、「経営計画書」であり、そこで経営理念と使命感を明確に打ち出すことで、短期利益計画や中期事業計画、長期事業計画に血が通い始めるとしている。また、P/Lは全社員で作るものだが、B/Sは社長一人で作るものであり、財務体質の良い会社と悪い会社の違いは「社長の差」だとも発言している。以上の内容は三菱UFJグループが提供する情報誌「SQUET」2020年10月号でも紹介された。
古田土は、企業の利益改善に関し、コロナ禍などの有事と2022年に見られる物価高騰時とでは利益構造の本質が異なると考えている。コロナ禍のようにいつか終息を迎える有事では、固定費削減が正しい対応だが、物価高騰は半永続的な事象であると予測され、コストカットだけではなく販売価格の引き上げを視野に入れるべきと考えている。このためには、自社の変動費と固定費の関係を正しく理解する必要があり、同社では通常の損益計算書ではなく変動損益計算書（変動P/L）を月次決算書として採用している。また、今後の物価高騰にそなえ、自己資本比率を高め内部留保は社員の給与額の1.5年分を目標とし、中長期的対策として、自社が価格決定権を持てるビジネスモデルの構築が必要であり、また良き人材の確保のために人件費を上げていくべきとも発言している。
同社によれば、これからの経理担当者には、単なる経理作業者として精度を上げることだけではなく、「財務責任者」として財務諸表の分析、経営状態の把握、財務体質改善の実行力など、経営者の進むべき方向を提言する能力が求められるとしている。また、安定的な経営を続けている会社の特徴として、「経営計画書」を作成し、社内でそれが運用され、その方針が社員に浸透していることを挙げている。

## 古田土式月次決算書
独立前には監査法人勤務であった代表者古田土満は、独立後、税理士の多くが申告書しか作っておらず、中小企業がどうやればもうかるかとか財務体質が強くなるかということをアドバイスしている人が全くいないことに気づき、監査経験を活かし中小企業を対象とした現在の「古田土式月次決算書」を作り上げた。古田土は、経営ビジョンとして「日本中の中小企業を元気にする」を掲げており、こうしたノウハウを税理士や一般企業家にも公開している。

## その他
- 「日本一元気な朝礼」と呼ばれるユニークな朝礼でも知られ、年間1000人の見学者がある[16]。同社では「三つの文化」（朝礼とあいさつと掃除）を徹底することで社員の人間性を高めるという理念が深く浸透し、商品・サービスの質が向上すると考えている[17]。

- 障がい者雇用を経営計画書の長期事業構想に明記し、5名の障がい者が就労中（知的障がい者1名、在宅雇用の身体障がい者1名、精神障がい者3名 2015年11月現在）[16][5]。
- 毎月第1月曜の朝、パートを含む全従業員を本社ビル1階の会議室に集め売り上げの発表会を開く。従業員が一人ずつが発表し、その数字を他の人が手書きで、自分の経営計画書に書き写していく。全員が同じ経営計画書を持っているのが特徴だが、全員が一堂に会し、全員が発表し、全員で書き込むという行為が一体感を生むうえで重要だと古田土は考えている[4]。
- 社員旅行として海外旅行と国内旅行を毎年交互に実施するほか、毎年4月2日を会社の休業日として定め、パート社員を含めた全社員とその家族をディズニーリゾートに無料で招待している。毎年8月にはパート社員を含む全社員の子どもを会社に招待する「ファミリーデー」を実施。これは会社見学と簡単な仕事の体験を通じて、親がどのようなところで働いているかを子ども達に知ってもらうためのイベントである[18]。
- 2021年7月現在、同社の顧問先2,450社を対象として新型コロナ危機による業績への影響では、全体の49.6%で売上の減少が見られ、うち、前年比50％以上減少した会社は12.6%、前年比30％減の会社が25.7%であった。同社によれば、間近の損益は赤字でも、過去から強い財務体質を構築している会社は問題がないという[13]。
- 「決算書が読める、とは会社の問題点が分かることであり、特に貸借対照表は非常に重要な指標で、改善にも時間がかかる。毎月チェックし必要に応じ早急に対応すべきだ」と、川名徹はセミナーで説いている[19]。

## 沿革
- 1983年 - 1月11日、監査法人武蔵監査法人（現新日本有限責任監査法人）[8]に勤めていた古田土満が個人で開業。
- 1988年 - 社会保険労務士登録。
- 1991年 - 初めて経営計画書を作成。
- 2006年 - 仙台支店開設、ハッピー体操 本気のじゃんけん導入。社員数100名突破。
- 2010年 - 売上高10億円達成。ファミリーデーを初めて実施。
- 2011年 - 社会保険労士法人 MK人事コンサルティング設立。東京都「東京ワークライフバランス認定企業」受賞。
- 2012年 - 法人化し、古田土満が代表社員に就任[8]。
- 2013年
  - 経済産業省「おもてなし経営企業30選」受賞。同年の売り上げは13億1700万円、経常利益は3億4790万円であった[10]。
  - グループウェアソフトを導入し、掲示板で社内情報を閲覧できるようにしたほか、朝礼での伝達事項を一斉メールを配信し、全社員が共有できる体制を整備。同時に、チャットワークの導入、全社員が個人のスマートフォンからもチーム別・プロジェクト別の連絡事項を送付・確認できるようにし、正社員からパート社員への作業の指示がより円滑に進む環境を整備[18]。
- 2014年 - 中小企業庁「がんばる中小企業300社」受賞。東京都「障害者雇用優良企業」受賞。
- 2015年
  - 経済産業省「攻めのIT経営 中小企業百選」受賞。厚生労働省「パートタイム労働者活躍推進企業」優良賞受賞。
  - 社内向けに「K-Tube」というサイトを作成し、正社員の研修・勉強会の様子を動画で掲載するほか、顧問企業向けに開催しているセミナー「古田土経営塾」を視聴できる会員制サイトをパート社員にも閲覧可能にする[18]。
- 2016年 - 日経BP社「人づくり大賞 中小企業社員育成法18選」 受賞。経済産業省「新ダイバーシティ経営企業100選」受賞。
- 2017年 - 社員数200名突破。
- 2021年 - 生駒会計グループ（香川県高松市）と経営統合し、400人規模に拡大。実質的にはM&Aであったにもかかわらず、社員のモチベーション維持と顧客への印象なども考慮し、「生駒会計」の名を残した[20]。
- 2023年
  - 1月11日、「2023年度経営計画発表会」をZoomオンライン配信で開催[21]。
  - 会計事務所従業員ランキング500（2023）で16位に、及び古田土満が「士業に影響を与えた100人」の一人に選ばれる[22]。
- 2024年
  - 6月から9月にかけ、同社取締役で税理士の川名徹が日経トップリーダー主催のZoomを使ったライブ配信セミナーの配信が決定[23]。
  - 8月10日、「PHP」2024年8月10日発行 NO.916（PHP研究所）にて掲載される[24]。
- 2025年
  - 2月、「お役立ち会計事務所 全国100選 2025年度版」（実務経営サービス）ISBN 9784862515827 に収録される[25]。

## 受賞歴他
- 2011年 - 東京都 東京ワークライフバランス認定企業受賞[1]。
- 2012年 - 平成24年度「ワーク・ライフ・バランス推進企業表彰」[26]
- 2013年 - 経済産業省 おもてなし経営企業30選受賞。
- 2014年
  - 中小企業庁 がんばる中小企業300社受賞。
  - 東京都 障害者雇用優良企業受賞。
- 2015年
  - 厚生労働省、平成27年度「パートタイム労働者活躍推進企業表彰」優良賞（雇用均等・児童家庭局長優良賞）[18]

※売上目標設定とスキル習得状況の可視化により、パートタイム労働者のスキルアップを推進。
- 経済産業省、「攻めのIT経営中小企業百選2015」選定
- 経済産業省、「2015年度新・ダイバーシティ経営企業100選」

- 2016年
  - 日経BP社「人づくり大賞 中小企業社員育成法18選」 受賞[1]。
  - 経済産業省「新ダイバーシティ経営企業100選」受賞[1]。
- 2022年 - 12月、東京都社会福祉協議会会長感謝状受賞[30]
- 2023年 - 1月-5月、江戸川区社会福祉協議会に寄附[31][32]。

## 著作

### 書籍
- 古田圡満『掃除、挨拶、計画で会社は儲かる』あさ出版、2007年9月。ISBN 9784860632311。
- 古田圡満『ドロくさいけど必ず結果が出る!経営計画のつくり方』あさ出版、2010年8月。ISBN 9784860634001。
- 古田圡満『中小企業は行列のできるラーメン屋を目指せ！』秀作社出版、2012年5月。ISBN 9784882655091。
- 古田圡満『社員100人までの会社の「社長の仕事」』かんき出版、2015年7月。ISBN 9784761271046。
- 古田圡満『小さな会社の財務 コレだけ！ ダントツ人気の会計士が社長に伝えたい』日経BP社、2017年2月。ISBN 9784822235956。
- 古田圡満『経営計画は利益を最初に決めなさい！』あさ出版、2017年2月。ISBN 9784860639648。
- 古田圡満、吉岡勝徳『サロンのための経営計画 5年間で売上が倍になる』女性モード社、2017年7月。ISBN 9784906941575。
- 古田圡満『熱血会計士が教える 会社を潰す社長の財務！勘違い』日経BP、2019年11月。ISBN 9784296104505。
- 古田土会計『図解 美容室経営の数字に強くなる本』女性モード社、2020年1月。ISBN 9784906941834。
- 門澤慎、佐奈徹也『社長、会社を誰に、どう継がせますか？ ～事業承継の新しい教科書』かんき出版、2021年3月。ISBN 9784761275365。
- エッサム『社長の想いを引き継ぐ 事業承継の進め方』飯島彰仁監修、あさ出版、2021年3月。ISBN 9784866672670。
- 古田圡満、川名徹『なぜ、社長は決算書が読めないのか 会社にお金を残す数字の押さえ方』あさ出版、2022年12月。ISBN 9784866673967。
- 古田圡満、川名徹『中小企業の財務の強化書 B/S、P/Lを知らない社長と幹部が会社を潰す!?』日経BP、2024年12月。ISBN 9784296206599。

### 記事等
- 月刊『経理WOMAN』（研修出版）2022年12月号「コロナ融資の返済」川名徹[33]
- 『企業実務』2023年1月号「先行き不透明な時代の羅針盤 社長を鼓舞する「経営計画」の立て方 川名徹（エヌ・ジェイ・ハイ・テック）
- 月刊『経理WOMAN』（研修出版）2023年3月号「貸借対照表（B/S）から読み解く財務改善7つのヒント」川名徹[33]
- 『企業実務』2023年10月号「金融機関との融資交渉術」川名徹
- 『企業実務』2025年1月号「赤字決算の是非を問う!そのメリットデメリット」（P40-P43)松本毅
- 月刊『経理WOMAN』（研修出版）2024年1月号「経理担当者から財務責任者にステップアップする5つの心得」川名徹[34]
- 『あんしんlife』2024年4月号～2025年1月号「チームビルディングのイロハ（全10回）」松本毅
- 月刊『経理WOMAN』（研修出版）「特集　社長と経理が知っておきたい!!『月次決算書』の正しい読み方活かし方」川名徹[35]
- 月刊『経理WOMAN』（研修出版）「特集『キャッシュフロー計算書』のことがみるみる分かる講座」川名徹[36]
- 『日経トップリーダー』2025年3月号「直感でつかめる指標を厳選する」（日経BP）[37]

## 所在地

### 本社
東京都江戸川区西葛西五丁目4-6 アールズコート302

### 仙台支店
宮城県仙台市宮城野区榴岡四丁目5-22 宮城野センタービル703

## 関連会社
- 株式会社 エムケーパーソナルセンター
- 社会保険労務士法人 エムケー人事コンサルティング
- 税理士法人 生駒会計
- 株式会社 生駒経営